# Kazsik János
Kazsik János (1786. – 1840-es évek) teológia tanár, római katolikus áldozópap a kassai püspöki megyében.

## Élete
1808-ban miséspappá szentelték. A kassai püspöki líceumban az egyháztörténelem és egyházjog tanára, szentszéki ülnök, házasságvédő és Sáros vármegye táblabírája, majd 1840-ben Pányban adminisztrátor volt. Meghalt az 1840-es évek végén.

## Munkája
- Parentatio, quam piis illetve et rev. dni Stephani Cseh episcopi Cassoviensis manibus ... dixit Cassoviae 11. Aug. 1831. Cassoviae, 1831. (Végén: Zboray Mihály, Gyászos tisztelet néhai Cseh István úr kassai püspök felett.)